# Manfred Busch
Manfred Busch (* 5. September 1954 in Mülheim an der Ruhr) ist ein deutscher Politiker (Bündnis 90/Die Grünen).
Nach dem Abitur 1973 studierte Busch von 1973 bis 1983 Wirtschaftswissenschaften und schloss als Dr.rer.oec ab. Er war von 1979 bis 1983 wissenschaftlicher Mitarbeiter der Ruhr-Universität Bochum und von 1983 bis Mitte Mai 1990 wissenschaftlicher Mitarbeiter der Bundestagsfraktion Die Grünen.
Busch war von 1990 bis 1998 Abgeordneter des elften und zwölften Landtags von Nordrhein-Westfalen. Er zog jeweils über den Listenplatz 10 der Landesliste seiner Partei in den Landtag ein. Er schied am 28. Februar 1998 aus dem Landtag aus. Ab dem 1. Juni 1998 war Busch Stadtkämmerer der Stadt Wesel. Von Juni 2005 bis September 2017 war Busch Stadtkämmerer der Stadt Bochum.

## Fußnote
1. ↑  Stadt Bochum: Manfred Busch in den Ruhestand verabschiedet (Memento des Originals vom 3. Mai 2019 im Internet Archive)  Info: Der Archivlink wurde automatisch eingesetzt und noch nicht geprüft. Bitte prüfe Original- und Archivlink gemäß Anleitung und entferne dann diesen Hinweis., 4. September 2017